# Machlotes angolanus
Machlotes angolanus is een keversoort uit de familie knotshoutkevers (Bothrideridae). De wetenschappelijke naam van de soort werd in 1952 gepubliceerd door Malkin.